# Gargara suigensis
Gargara suigensis är en insektsart som beskrevs av Kato 1930. Gargara suigensis ingår i släktet Gargara och familjen hornstritar. Inga underarter finns listade i Catalogue of Life.